# GE U50
La GE U50 fue una locomotora diésel-eléctrica de ocho ejes con una potencia de 5,000 caballos de fuerza (3,700 kilovatios) construida por GE Transportation Systems. Eran locomotoras con dos motores diésel de 2,500 caballos de fuerza (1,900 kilovatios) cada uno, que trabajaban en conjunto.

## Configuración
Las U50 utilizaban cuatro bogies de dos ejes, agrupados en pares unidos por travesaños, lo que les daba una disposición de ruedas de B+B-B+B. Los bogies y travesaños se reutilizaron de las locomotoras de turbina construidas por GE durante décadas anteriores. Debido a esta disposición de ruedas, a veces se las llamaba incorrectamente U50D, una formación derivada del nombre U50C dado a las unidades de seis ejes. Sin embargo, este nombre es incorrecto y nunca fue utilizado por el fabricante ni por la compañía ferroviaria. Ninguna de las U50 montaba bogies tipo D en ningún caso. A veces también se las denomina U50B, pero esto también es incorrecto.
La U50 fue construida en respuesta a los requisitos de la Union Pacific emitidos a principios de la década de 1960 para una locomotora de 15,000 caballos de fuerza (11,200 kilovatios) en formato de 3 unidades destinada a reemplazar a las locomotoras de turbina. El diseño consistía esencialmente en dos locomotoras U25B en un solo chasis. Cada motor diésel y generador alimentaba únicamente a los dos bogies del mismo extremo. Tres de estas locomotoras fueron entregadas a la Union Pacific en octubre de 1963, y otras tres a la Southern Pacific en mayo y junio de 1964. Otras locomotoras construidas de acuerdo a estos requisitos fueron la EMD DD35A y la ALCO Century 855.
Southern Pacific mantuvo las tres locomotoras en su flota, pero no encargó más unidades. Estas locomotoras se mantuvieron en el registro de la compañía hasta finales de la década de 1970, pero a menudo se encontraban fuera de servicio. Mientras que las unidades de la Union Pacific eran apodadas "U-Boats", las de la Southern Pacific recibieron el apodo de "Baby Hueys" en referencia al personaje de dibujos animados del mismo nombre.
Los números originales de estas locomotoras eran #8500-8502; posteriormente, fueron renumeradas como #9550-9552 y luego renumeradas nuevamente como #9950-9952. Las tres unidades de la Southern Pacific diferían de las U50 de la Union Pacific al tener una puerta de cabina y faros en la capota debajo de las ventanas frontales.
La Union Pacific estaba más satisfecha con sus tres locomotoras iniciales y decidió encargar 20 más. Un lote de 12 locomotoras fue entregado entre julio y septiembre de 1964, mientras que las últimas ocho se construyeron entre mayo y agosto de 1965. Estas locomotoras recibieron los números de serie #31-53. La locomotora UP #52 fue entregada con un sistema de combustible Cummins PT y se calificó con 5,600 caballos de fuerza. En octubre de 1966, se le instaló un sistema de combustible estándar y se recalificó a 5,000 caballos de fuerza.
Veinte de las locomotoras U50 de la Union Pacific fueron retiradas del servicio entre 1973 y 1974, siendo intercambiadas con GE por locomotoras U30C. Tanto las últimas tres unidades de la Union Pacific como las tres locomotoras de la Southern Pacific continuaron en servicio hasta principios de 1977. Luego de ello fueron todas vendidas como chatarra, finalizando su vida activa.